# Boudry (departamento)
Boudry é um departamento ou comuna da província de Ganzourgou no Burkina Faso. A sua capital é a cidade de Boudry.
Em 1 de julho de 2018 tinha uma população estimada em 109196 habitantes.